# Bruno Caires
Bruno Caires, de son nom complet Bruno Ricardo Mendonça de Caires, est un footballeur portugais né le 2 avril 1976 à Lisbonne. Il évoluait au poste de milieu défensif.

## Biographie
Il participe aux Jeux olympiques de 1996 avec le Portugal. L'équipe se classe quatrième de la compétition.
Il est le fils d'Eurico Caires, ancien footballeur portugais.

## Carrière
- 1994-1995 :  CF Belenenses
- 1995-1997 :  Benfica Lisbonne
- 1997-1999 :  Celta de Vigo
- 1999-2000 :  CD Tenerife
- 2000-2001 :  Sporting Portugal
- 2001-2002 :  Sporting Portugal B
- 2002-2003 :  FC Maia
- 2003-2004 :  Sporting Portugal B
- 2004-2005 :  Louletano DC[1],[2]

## Palmarès

### En club
Avec le Benfica Lisbonne :
- Vainqueur de la Coupe du Portugal en 1996

### En sélection
- Quatrième des Jeux olympiques 1996